# Jüdischer Friedhof (Steinfischbach)

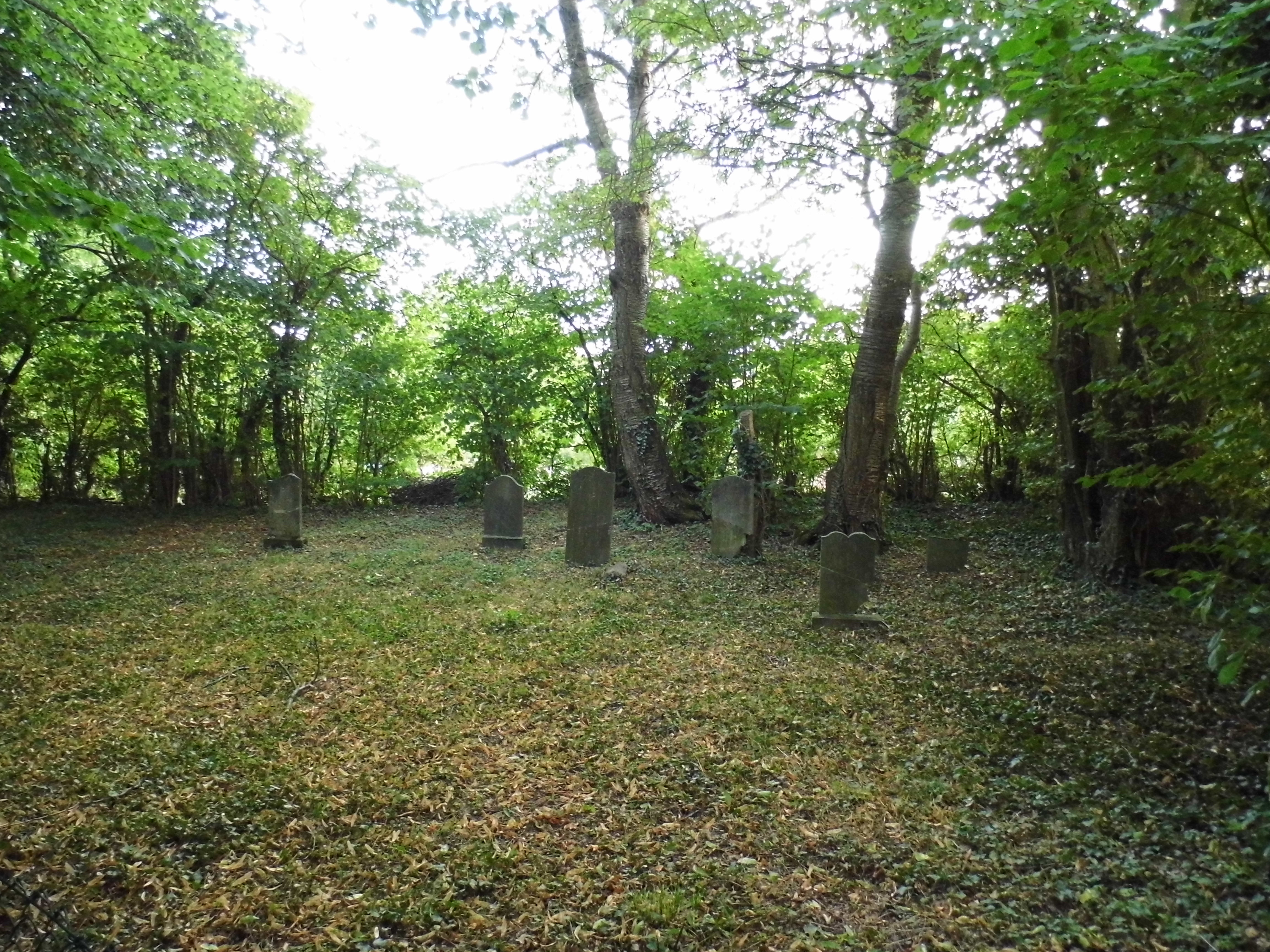
Jüdischer Friedhof in Steinfischbach

Der Jüdische Friedhof in Steinfischbach, einem Ortsteil der Gemeinde Waldems im Rheingau-Taunus-Kreis in Hessen, wurde im 19. Jahrhundert errichtet. Der jüdische Friedhof an der Camberger Straße ist ein geschütztes Kulturdenkmal.

## Geschichte
Der jüdische Friedhof in Steinfischbach wird in der Mitte des 19. Jahrhunderts erwähnt. Da es nur wenige jüdische Familien im Ort gab, fanden hier nur wenige Beisetzungen statt. Die letzte Beisetzung soll etwa 1888 bis 1890 stattgefunden haben. Heute befinden sich auf dem Friedhof noch etwa sechs Grabsteine.
Das Areal des Friedhofs besteht aus einer kleinen dreieckigen mit hohen Bäumen bewachsenen Fläche und ist mit einem Maschendrahtzaun von der Camberger Straße und der landwirtschaftlichen als Wiese genutzten Fläche abgegrenzt worden. Der Zugang zum Friedhof ist durch ein Tor aus Holz im Bereich an der Camberger Straße möglich.
Die Friedhofsfläche ist im Denkmalverzeichnis des Landesamts für Denkmalpflege Hessen als Kulturdenkmal aus geschichtlichen Gründen eingetragen.